# Hyacinthe Collin de Vermont
Hyacinthe Collin de Vermont (Versailles, 19 gennaio 1693 – Parigi, 16 febbraio 1761) è stato un pittore francese.

## Biografia
Nato nel 1693 da Jeanne Collette e Nicolas Colin, ordinario di musica del re, Hyacinthe era il fratello minore del compositore barocco François Colin, poi nobilitato in Cavaliere di Blamont. Collin de Vermont viene istruito da Jean Jouvenet e dal padrino Hyacinthe Rigaud, a cui era molto legato tanto da considerarsi un suo "figlioccio".
Si trasferì a Roma dove ebbe modo di studiare i capolavori della scuola italiana. Tornato in Francia col buon gusto del disegno, dell'eleganza e della purezza, venne ricevuto dall'Accademia di Pittura nel 1725 e fu eletto professore della stessa nel 1740. Nel 1754 divenne assistente del rettore dell'Accademia, ruolo che mantenne fino alla sua morte, nel 1761.
Collin de Vermont ha realizzato diversi dipinti di chiese e gabinetti, tra cui una Presentazione al Tempio, già visibile nella parrocchia di San Luigi a Versailles, e una Malattia di Antioco, esposta al concorso del 1717. Lasciò una notevole serie di schizzi finiti, di cui aveva preso i soggetti nella Storia di Ciro. Fu maestro di Jean-Baptiste Deshays.

## Opere
- Bacco trasforma le opere dei Meneidi in foglie di vite, Versailles, Museo di storia della Francia
- Ciro fa frustare il figlio di Artambares, Digione, Museo Magnin
- La festa di Baltassarre, Digione, Museo Magnin
- Giove e Mercurio a Filemone e Bauci, Versailles, Museo di storia della Francia
- Autunno (alveare), Rouen, Museo delle Belle Arti
- Estate (covone e aratro), Rouen, Museo delle Belle Arti
- Il Pastore Apula trasformato in ulivo, Versailles, Museo di storia della Francia
- La festa di Baltassarre, Digione, Museo Magnin
- Le nozze mistiche di Santa Caterina, Lione, Museo delle Belle Arti
- Il ringiovanimento di Iolao da parte di Ebe, Versailles, Museo di storia della Francia
- Le nozze di Alessandro e Rossana, Parigi, Museo del Louvre
- L'Annunciazione (1735), Collegiata di San Giusto a Lione
- Mercurio affida Bacco alle ninfe di Nasso
- Ruggero arriva nell'isola di Alcine (1740), Grenoble, museo di Grenoble